# Monumento a Clavé
El monumento a Clavé es una obra escultórica situada en el paseo de San Juan de Barcelona, en el distrito de Gracia, dedicada al poeta y compositor José Anselmo Clavé. Obra del arquitecto José Vilaseca y del escultor Manuel Fuxá, fue inaugurado en 1888. Este monumento está inscrito como Bien Cultural de Interés Local (BCIL) en el Inventario del Patrimonio Cultural catalán con el código 08019/2653.

## Historia y descripción

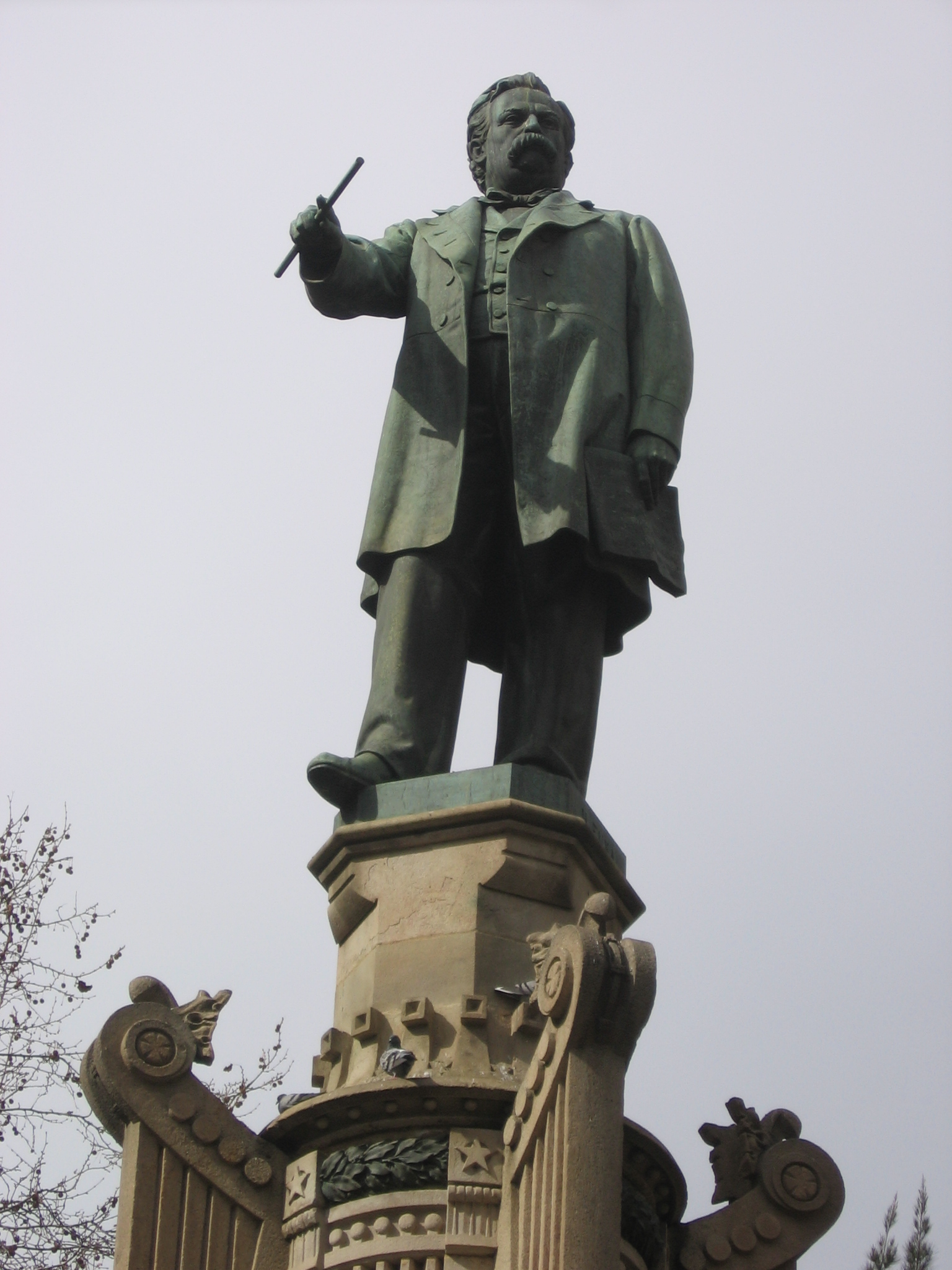
Estatua de Clavé.

José Anselmo Clavé (1824-1874) fue un compositor y director de orquesta, fundador del movimiento coral en España. Poco después de su fallecimiento, las asociaciones corales fundadas por el músico propusieron erigir un monumento en su honor en la ciudad condal. El emplazamiento elegido fue el cruce de la Rambla de Cataluña con la calle Valencia, donde se colocó la primera piedra el 24 de septiembre de 1883, con la asistencia del alcalde de Barcelona, Francisco de Paula Rius y Taulet, y un conjunto de 22 corales. Las obras duraron cinco años, y el monumento fue inaugurado el 25 de noviembre de 1888 de nuevo por Rius y Taulet.
Los autores del proyecto, Josep Vilaseca y Manuel Fuxá, habían trabajado ya juntos en el Monumento a Aribau en el Parque de la Ciudadela, en 1884. Elaboraron un conjunto con un pedestal de 9 metros de altura, decorado con coronas de laurel y cuatro arpas que hacían de contrafuertes, sobre el que se situaba la estatua de Clavé, de pie con una batuta en la mano, mientras que en la otra sostiene unas partituras. La obra no gustó mucho a los barceloneses de la época, que criticaron su ampulosidad. Quizá por ello, pasado un tiempo se quiso quitar el monumento de un lugar tan céntrico y trasladarlo a otro sitio: un primer intento fue del alcalde Juan Pich y Pon en 1935, pero no prosperó por la oposición de los coros de Clavé; finalmente, en 1956 el alcalde José María de Porcioles sí consumó el traslado, ubicando el conjunto en el Paseo de San Juan, entre la Travesera de Gracia y la calle de San Antonio María Claret. Fue inaugurado en esta nueva ubicación el 6 de mayo de 1956. Entonces se añadió una base de cuatro metros de altura al pedestal existente, ya que una de la críticas que había recibido era la desproporción entre el pedestal y la estatua, y la figura de bronce fue recubierta de pintura dorada, ya desaparecida.